# 비자야나가라 제국군
비자야나가라 제국군은 바흐마니 술탄국과의 오랜 경쟁을 펼치던 비자야나가라 제국의 군대이다. 비자야나가라 통치자들은 대규모 상비군 외에 강력한 해군도 유지하였다. 이것은 비자야나가라 제국을 남인도에서 출현한 가장 중앙집권화된 정치체로 만드는데 도움을 주었으나, 제국 재정의 대부분이 군사적 목적에 투입되며 경제에 부담을 주었다.

## 규모
비자야나가라 제국군의 수적 규모는 논란의 여지가 있다. 니콜로 데 콘티는 크리슈나 데바 라야의 통치세 동안 비자야나가라군의 수적 규모가 245,000명이라고 보고했지만 페르나도 누니즈는 170,000명의 보병, 30,000명의 기병 및 550마리의 전쟁 코끼리가 합쳐진 총 200,000명의 수치라고 주장하였다. 이에 대해 라야와차는 비자야나가라 제국군이 500,000명의 보병, 60,000명의 기병, 1,200마리의 전쟁 코끼리로 구성되었다고 반박하였다.
데바 라야 2세는 우수한 바흐마니 기병대에 대항하기 위해 2000명의 이슬람 기병대를 고용하여 힌두교 병사와 장교들에게 궁술을 가르치게 했을 것으로 추정되고 있다.

## 지부
비자야나가라 제국군은 카이지타 사이야와 아마라나야카 사이야라는 두 개의 주요 지부를 지니고 있었다. 사이야(Sainya)는 군대를 의미한다.

### 카이지타 사이야
비자야나가라의 주장에 따르면 카이지타는 크리슈나 데바 라야(Krishna Deva Raya) 치세 동안 50,000명의 남성으로 구성되었으며, 여기에는 궁전 경비원으로 근무한 기병 2,000명과 황제의 개인 경호원으로 근무한 2,000명이 포함되었다. 라자크 라얄라는 이 군대가 자기르의 상 대신 4개월마다 급여를 받던 일종의 직업 군인이라고 말했다.

### 아마라나야카 사이야
아마라나야카 사이야는 카카티야의 봉건 나얀카라 제도를 통해 유지되었다. 이를 위해, 제국은 나야카라고 불리던 지도자들을 호출하여 제국의 영토에서 아마라스(수입 생산지)를 분할해 그들에게 봉토로 하사하였으며, 봉토를 하사받은 나야카들은 필요할 때병사들을 공급하였다. 공급된 숫자는 자신의 부하들에게 땅을 분배한 나야카의 계급에 따라 달랐다. 누니즈에 따르면 아크유타 데바 라야의 치세 동안 아마라나야카 군대는 600,000명에 달했다고 하며, 반면 라야와차는 이들이 공급한 병력을 200,000명의 보병, 24,000명의 기병, 1,200명의 전쟁 코끼리로 항목화하였다.

## 구성
비자야나가라 제국군은 주로 보병, 기병, 전쟁 코끼리로 구성되었으며, 이들은 활과 화살, 검, 창으로 무장하였다. 페리슈타에 따르면 보병은 갑옷이나 투구를 착용하지 않은 대신 몸에 기름을 발랐다고 하며, 반면, 페이스와 바로스와 같은 포르투갈 여행객들은 동물 가죽으로 만든 보호복을 묘사하고 이들이 방패를 들고 다닌다고 설명하였다.
비자야나가라 황제는 총에 별로 관심이 없었지만 보병에게는 화승총으로 무장한 부대가 있었다. 그들은 또한 크리슈나 데바 라야(Krishna Deva Raya) 시대에 하노버 팀모주(Hanover Timmoju) 총독이 이끄는 해군을 서부 해안에 건설했으며, 헤라스 라얄라(Heeras Rayala)에 따르면 포르투갈인들이 고아를 점령하는 것을 도왔다고 한다. 강력한 해군은 비자야나가라 통치자들이 반복적으로 스리랑카를 침공할 수 있게 해주었다.

## 요새
요새는 중세 인도의 전쟁에서 중요한 역할을 하였다. 전통에 따르면 8가지 유형의 요새가 있었다고 하지만, 라야와차카는 기리(언덕), 스탈라, 할라(물), 바나(숲)의 네 가지 유형을 언급한다. 크리슈나라야는 요새가 주로 가디와 국경 지역에 건설되었을 것으로 추정한다. 페이스는 많은 요새가 국경 지역에 있다고 진술하였다. 요새 주변에는 깊은 숲이 자라고 있다. 투석기와 적에게 돌을 던지는 대포인 담볼리는 요새 방어에 사용되었다. 요새를 점령하기 위해 그들은 라그가 시스템을 사용하였으며, 특히 크리슈나 데바 라야가 콘다베두 요새를 점령하기 위해 사용한 예가 대표적이다.

## 신병 모집
크리슈나 데바 라야 황제는 군인들을 모집하였는데, 툴루, 베어리, 카발리 및 모라사 주의 씨족 구성원들 다수가 군대에 합류하였으며, 첸추, 코야, 보야를 포함한 산림 부족들도 신병으로 모집되었다. 제국 훈련 시설은 용맹, 전쟁에 대한 관심, 체력을 향상시켰는데, 그 당시에 쓰여진 책에 따르면 사무가리디(칼과 불의 춤 공연)와 훈련 체육관이 전국에 존재하였으며, 이곳에서 혼타카라는 전사들을 훈련시켰다고 한다. 비자야나가라는 다종교 국가였기 때문에 무슬림들도 군대에 합류하였다. 이들의 힘은 데바 라야 2세 시대부터 증가하여 알리야 라마 라야 시대에 정점에 이르렀다가 탈리코타 전투에서 기습으로 패배한 이후 감소하였다.

## 같이 보기
- 탈리코타 전투
- 비자야나가라 제국

## 참고 문헌
- Rao (1994), 《History And Culture Of Andhra Pradesh: From The Earliest Times To The Present Day》, Sterling Publishers, ISBN 81-207-1719-8
- 비자야나가라 시대의 군사 시스템 및 전쟁 정책(칸나다 내)- Dr.SYSomashekhar, 2009, Sanchike Prakashana, Kannada University, Hampi, Vidyaranya-583 276, Ballary dist